# Stella
Stella este un oraș din Africa de Sud.